# Kärleken (1980)
Kärleken är en svensk film från 1980 i regi av Theodor Kallifatides. Filmens förlaga var Kallifatides' roman med samma namn från 1978 och Kallifatides skrev även filmmanuset tillsammans med Jeanette Bonnier. I rollerna ses bland andra Anna Godenius, Lena Olin och Per Ragnar.

## Om filmen
Inspelningen ägde rum i Stockholm och Skagen i Danmark med Bille August som fotograf. Filmen klipptes av Sylvia Ingemarsson och premiärvisades den 7 juli 1980 på biografen Sture i Stockholm.
Filmen gillades inte av kritikerna.

## Rollista
- Anna Godenius – Li
- Lena Olin	– Lena
- Per Ragnar – Johannes
- Mathias Henrikson	– Lars
- Erland Josephson – Andreas
- Christina Zalewski – finskan
- Erik Tamm – Markku
- Axel Düberg – bilskolläraren
- Suzanne Hallvarez	– Eva
- Berno Billing	– boxningstränaren
- Christer Holmgren	– Claus
- Mona Lundgren	– cigarettdamen
- Sven Söderström – onykter man
- Eila Isomäki – tidningsbudet
- Peter Boman – den stora pojken
- Lena Rydh – flickan på universitetet

### Fotnoter
1. 1 2 3  ”Kärleken”. Svensk Filmdatabas. http://sfi.se/sv/svensk-filmdatabas/Item/?itemid=7711&type=MOVIE&iv=Basic&ref=/templates/SwedishFilmSearchResult.aspx?id%3d1225%26epslanguage%3dsv%26searchword%3dk%C3%A4rleken%26type%3dMovieTitle%26match%3dIdentical%26page%3d1%26prom%3dFalse. Läst 13 maj 2013.